# Računalništvo
Računálništvo je znanstvena veda o delovanju računalnikov in o njihovi uporabi, kar vključuje strojno in programsko opremo. V praksi je računalništvo povezano z mnogimi drugimi vedami, od abstraktne analize algoritmov do bolj stvarnih tem, kot so programski jeziki, programska in strojna oprema. Kot znanstvena veda se računalništvo loči od matematike, programiranja, programskega inženirstva in računskega inženirstva, čeprav se ta področja pogosto zamenjujejo. Računalniško pismeni so ljudje, ki znajo na računalniku narediti in opraviti dejanja, ki jih morajo. Informacijsko pismeni so ljudje, ki presodijo kdaj je informacija potrebna, kje jo potrebujejo, kje jo bodo dobili, na kakšen način jo bodo predali naprej.
Računalništvo ne obravnava računalnikov nič bolj kot astronomija daljnogledov.
- pripisano Edsgerju Wybeju Dijkstri
Računalništvo ni tako stara znanost kot fizika. Zaostaja za par sto let. Vendar to ne pomeni, da ima računalničar na pladnju manj kot fizik. Je mlajša znanost, toda imela je daleč silnejšo vzgojo!
- Richard Phillips Feynman S pojmom RAČUNALNIŠKA PISMENOST označujemo tista znanja in veščine, s katerimi uporabnik računalnika tako ali drugače ustvari pogoje za uspešno delo z informacijami. V računalniško pismenost na primer uvrščamo delo z datotekami, nameščanje gonilnikov li izklapljanje računalnika, saj to naredimo drugače kot pri drugih napravah.

## Sorodna področja
Računalništvo je zelo tesno povezano z nekaterimi drugimi področji, s katerimi se tudi delno prekriva, ob čemer pa ostajajo pomembne razlike:
- Informatika je veda o podatkih in informaciji, ki vključuje razlago, analizo, hranjenje in dostop do njih. Informatika služi kot znanstvena podlaga analizi komunikacij in podatkovnih zbirk.
- Elektronika je veda o zgradbi in delovanju računalnikov in drugih digitalnih naprav (hardware).
- Programiranje daje poudarek pisanju programov, kar se razlikuje od splošnega računalništva.
- Programsko inženirstvo je veda o analizi, zasnovi in izvedbi programov z uporabo sodobnih orodij in prijemov.
- Informacijski sistemi so uporaba računalništva za podporo delovanja organizacije; vključujejo delovanje, nameščanje in vzdrževanje računalnikov, programja in podatkov. Ključno podpodročje je upravljanje informacijskih sistemov, kjer je poudarek na finančnem in osebnem upravljanju.
- Matematika je splošnejša veda, ki si z računalništvom deli mnoge tehnike in teme. V nekem pomenu je računalništvo »matematika računanja«.
- Računalniško inženirstvo je veda o analizi, zasnovi in načrtovanju strojne opreme.
- Varovanje informacij se ukvarja z analizo in izvedbo varnosti informacijskih sistemov, kar vključuje kriptografijo.